# Arrest Van der Beek/Van Dartel
Het arrest Van der Beek/Van Dartel (HR 30 november 1973, NJ 1974/97) is een belangrijk arrest van de Nederlandse Hoge Raad, dat betrekking heeft op dwaling bij het tot stand komen van en overeenkomst. In dit arrest weegt de Hoge Raad de meldingsplicht van een partij af tegen een onderzoekplicht van de andere partij. Het verzwijgen van een voor de ander partij belangrijk punt kan dwaling opleveren. Het wordt in de rechtswetenschap en rechtspraktijk als standaardarrest beschouwd.

## Casus
In 1968 koopt Van der Beek in 's-Gravenhage voor 27.000 gulden van Van Dartel een als appartement af te splitsen bovenhuis, bestaande uit een eerste en een tweede etage.
Voordien had de gemeente 's-Gravenhage aan Van Dartel medegedeeld dat zij na drie maanden tot vordering van het gebruik van die woning zou overgaan, tenzij zij (Van Dartel) een woonvergunning zou aanvragen.
Van Dartel had deze dreigende vordering tegenover Van der Beek verzwegen. Twee maanden na de koop werd de woning gevorderd door B en W van 's-Gravenhage.
Voor het tot stand komen van de transactie vertelde Van der Beek aan Van Dartel dat haar gezin bestond uit vijf personen. Van Dartel leek het daarom alleszins aannemelijk dat Van der Beek een vergunning tot bewoning zou worden verleend.
Van der Beek vraagt geen vergunning aan, maar brengt in de betrekkelijk kleine woning twaalf gastarbeiders onder, wederom: zonder vergunning daarvoor aan te vragen.

## Procesgang
Van der Beek eist vernietiging van de overeenkomst onder meer op grond van dwaling.
De rechtbank overweegt dat een essentiële eigenschap van een woning is dat de gekochte woonruimte te zijner vrije beschikking komt, Van der Beek zou niet tot de koop of slechts tegen andere voorwaarden hebben besloten als zij wist dat die eigenschap afwezig was. Op grond daarvan vernietigt de rechtbank de overeenkomst tussen Van der Beek en Van Dartel.
Van Dartel komt tegen dit vonnis in hoger beroep bij het hof. Het hof vernietigt het vonnis van de rechtbank en laat de overeenkomst tussen de partijen in stand. Hoewel het hof erkent dat er sprake was van dwaling aangaande de vrije beschikking over de woonruimte door Van der Beek, meent hij dat Van der Beek in haar onderzoeksplicht tekort is geschoten.
De Hoge Raad vernietigt het arrest van het hof en verwijst het geding voor verdere behandeling naar een ander hof.

## Hoge Raad
Van der Beek gaat in cassatie. De Hoge Raad stelt dat Van Dartel in deze een meldingsplicht had. Dit ook nu Van der Beek een onjuiste voorstelling van zaken heeft gegeven aangaande de bestemming van het pand.

dat wanneer een partij voor de totstandkoming van een overeenkomst aan de wederpartij bepaalde inlichtingen had behoren te geven ten einde te voorkomen dat de wederpartij zich omtrent het betreffende punt een onjuiste voorstelling zou maken, de goede trouw er zich in het algemeen tegen zal verzetten dat eerstbedoelde partij ter afwering van een beroep op dwaling aanvoert dat de wederpartij het ontstaan van de dwaling mede aan zichzelf heeft te wijten;

## Betekenis
Van der Beek/Van Dartel is een standaardarrest in het leerstuk Dwaling.

Zie ook: Booy/Wisman – Kantharos van Stevensweert – Van Geest/Nederlof